# نيت غينتري
نيت غينتري هو محامي وسياسي أمريكي، ولد في عقد 1970. نشط حزبياً في الحزب الجمهوري. وقد انتخب عضو مجلس نواب نيومكسيكو ‏.

## وصلات خارجية
- الموقع الرسمي